# Charles Pitts
Charles „Skip“ Pitts (7. dubna 1947 – 1. května 2012) byl americký kytarista. Při hře na kytaru používal styl „wah-wah“, který byl použit například ve skladbě Isaaca Hayese z filmu Detektiv Shaft (1971). V roce 1969 hrál ve skladbě „It's Your Thing“ skupiny The Isley Brothers. Dlouhou dobu spolupracoval s Isaacem Hayesem, ale hrál například také s Al Greenem (I Can't Stop, 2003), Cyndi Lauper (Memphis Blues, 2010) a dalšími. Od roku 1998 byl členem skupiny The Bo-Keys.